# Пунта деј Прати-Казети ди Мецено (Равена)
Пунта деј Прати-Казети ди Мецено је насеље у Италији у округу Равена, региону Емилија-Ромања.
Према процени из 2011. у насељу је живело 162 становника. Насеље се налази на надморској висини од 20 м.